# Kovin (općina)
Općina Kovin je općina u Republici Srbiji. Nalazi se u AP Vojvodini i spada u Južnobanatski okrug. Po podacima iz 2004. općina zauzima površinu od 730 km² (od čega na poljoprivrednu površinu otpada 47.753 ha, a na šumsku 10.266 ha). 
Centar općine je grad Kovin. Općina Kovin se sastoji od 10 naselja. Po podacima iz 2002. godine u općini je živjelo 36.802 stanovnika, a prirodni priraštaj je iznosio -3,3 %. Po podacima iz 2004. broj zaposlenih u općini iznosi 7.483 ljudi. U općini se nalazi 13 osnovnih i 2 srednje škole (gimnaziju i poljoprivrednu srednju školu).
Na zapadu graniči s općinom Pančevo, na sjeveru s općinama Alibunar i Vršac, na istoku s općinom Bela Crkva i na jugu Dunavom sa Smedrevom. Kovinska općina ima oblik nepravilne piramide. 
Južnim dijelom općine protječe Dunav. Prirodni rezervat Deliblatska pješčara se najvećim dijelom svoga teritorija upravo nalazi na teritoriju općine Kovin. Od spomenika kulture najvažniji su stara utvrda iz rimskog doba i tri kršćanske crkve.
U prometnom pogledu općina Kovin ima dobar položaj. Poslije izgradnje cestovnog mosta na Dunavu i asfaltnog puta prema Beloj Crkvi, postala je značajno putno raskršće.
Najrazvijenija privredna grana je poljoprivreda.

## Naseljena mjesta
- Bavanište
- Gaj
- Deliblato
- Dubovac
- Kovin
- Malo Bavanište
- Mramorak
- Pločica
- Skorenovac
- Šumarak

## Stanovništvo
Nacionalni sastav općine Kovin:
- Srbi (76,75%)
- Mađari (9,26%)
- Rumunji (3.7%)
- Romi (3.1%)

Sva naselja osim Skorenovca i Šumarka imaju većinsko srpsko stanovništvo. Skorenovac ima mađarsku većinu, a Šumarak relativnu mađarsku većinu.

## Šport
Od 2021. održava se malonogometni Memorijalni turnir Đorđe Balan Baki.

## Vanjske poveznice
- www.mojkovin.com  Arhivirana inačica izvorne stranice od 16. svibnja 2008. (Wayback Machine)
- www.kovin.org.yu  Arhivirana inačica izvorne stranice od 30. lipnja 2007. (Wayback Machine)
- www.mojkovin.info  Arhivirana inačica izvorne stranice od 26. lipnja 2007. (Wayback Machine)
- www.radiobus.co.yu  Arhivirana inačica izvorne stranice od 17. ožujka 2008. (Wayback Machine)
- www.kovinekspres.co.yu  Arhivirana inačica izvorne stranice od 5. travnja 2008. (Wayback Machine)